# Терезин
Те́резин (чеш. Terezín, нем. Theresienstadt) — город в Чехии. Относится к району Литомержице Устецкого края. Терезин — бывшая военная крепость и гарнизонный городок.

## Ранняя история
Крепость сооружена в 1780—1790 годы. В 1820-е годы её узником был греческий национальный герой Александр Ипсиланти. Крепость участвовала в боевых действиях во время австро-прусской войны 1866—1867 годов. С конца XIX века в крепости также находилась тюрьма, которая в годы Первой мировой войны использовалась как лагерь для военнопленных.
В Терезине с 1914 по 1915 гг. содержались политические заключённые — галицкие русины.
В Терезине умер от туберкулёза Гаврило Принцип.

## Концентрационный лагерь

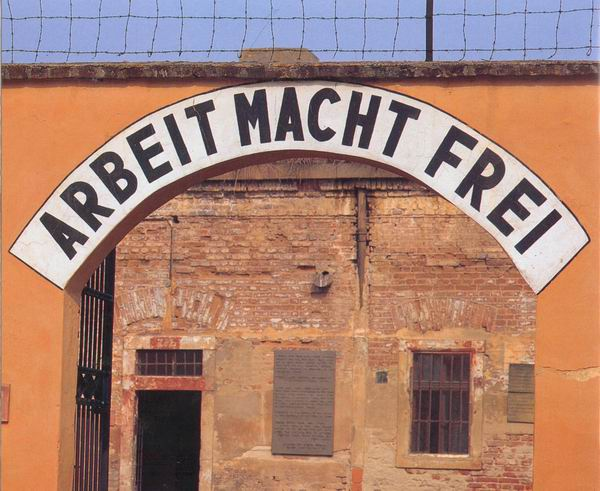
Ворота «Малой крепости» с надписью «Труд делает свободным»

Во время Второй мировой войны в Терезиенштадте было основано «образцовое гетто», в котором находилось чуть менее 140 000 человек (из них 33 000 умерли во время нахождения в гетто). В Терезинском гетто имелось самоуправление. Специально к визиту представителей Красного Креста немцы выпустили «деньги гетто», на которых был изображён безымянный раввин, и которые в реальности не обращались. Немецкие власти рассматривали Терезиенштадт как временное местонахождение для евреев вплоть до «окончательного решения», поэтому около 88 000 обитателей Терезиенштадта были постепенно депортированы в Освенцим и прочие лагеря смерти. К концу войны в гетто находилось 17 247 выживших.
«Малая крепость» была отделена от гетто и служила как тюрьма гестапо, через которую за годы войны прошло около 90 000 человек, из них 2600 умерли там же.
Терезин был освобождён советскими войсками 8 мая 1945 года.

## Послевоенная история
В 1945—1948 годах Терезин использовался как транзитная тюрьма для немцев. После перевода последнего из заключённых в новое место заключения 29 февраля 1948 года тюрьма была официально закрыта. Среди заключённых находились как активные нацисты, так и просто местные немцы, в том числе дети.
В послевоенный период вплоть до 1996 года в Терезине находился военный гарнизон. Уход гарнизона в 1996 году оказал негативное влияние на местную экономику.
В городе размещены два музея Холокоста: Мемориал Холокоста в Чехии и Мемориал памяти жертв Терезина.

## Население
| Год  | Численность | Численность |
| ---- | ----------- | ----------- |
| 1869 | 3159        | [ 9 ]       |
| 1880 | 7845        | [ 9 ]       |
| 1890 | 8140        | [ 9 ]       |
| 1900 | 8152        | [ 9 ]       |
| 1910 | 7509        | [ 9 ]       |
| 1921 | 8293        | [ 9 ]       |
| 1930 | 8843        | [ 9 ]       |
| 1950 | 4491        | [ 9 ]       |
| 1961 | 3938        | [ 9 ]       |
| 1970 | 3944        | [ 9 ]       |
| 1980 | 3450        | [ 9 ]       |
| 1991 | 2892        | [ 9 ]       |
| 2001 | 2930        | [ 9 ]       |
| 2014 | 2941        | [ 10 ]      |
| 2016 | 2916        | [ 11 ]      |
| 2017 | 2947        | [ 12 ]      |
| 2018 | 2936        | [ 13 ]      |
| 2019 | 2924        | [ 14 ]      |
| 2020 | 2899        | [ 15 ]      |
| 2021 | 2852        | [ 16 ]      |
| 2022 | 2812        | [ 17 ]      |
| 2023 | 2881        | [ 18 ]      |
| 2024 | 2863        | [ 19 ]      |
| 2025 | 2850        | [ 3 ]       |

## Города-побратимы
- Дембно, Польша
- Комарно, Словакия
- Штраусберг, Германия

## Галерея

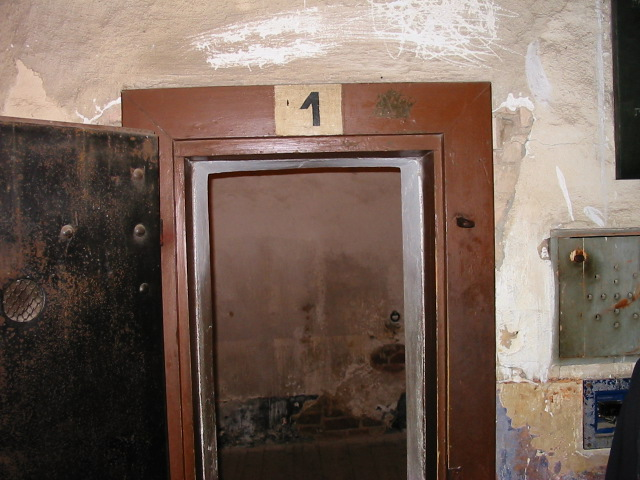
Камера, где находился в заключении Гаврило Принцип
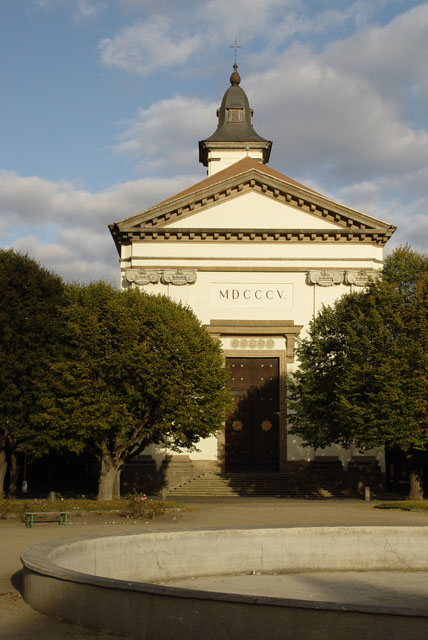
Городская церковь
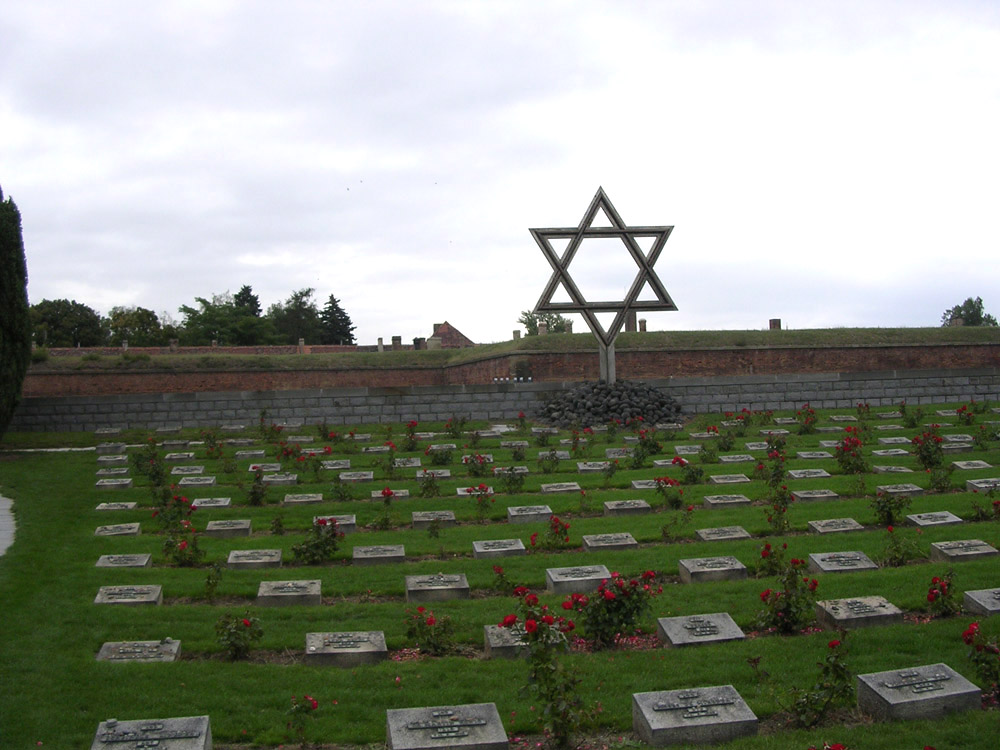